# سنگ‌نگاره مقبره دو زبانه پهلوی-چینی در شی‌آن
سنگ‌نگاره مقبره دو زبانه پهلوی-چینی در شی‌آن یک سنگ‌نگاره است که در سال ۱۹۵۵ در شی‌آن کشف شد. اکنون بخشی از موزه جنگل سنگ‌یادبود در شی‌آن است و این موزه آن را در مجموعه خود دارد. این سنگ از سنگ آهک سفید ساخته شده است و ۳۵٫۵ سانتی‌متر طول، ۳۸٫۵ سانتی‌متر عرض و ۷٫۶ سانتی‌متر ضخامت دارد. تا سال ۲۰۲۰ شش ترجمه و رمزگشایی مختلف از متن این سنگ قبر منتشر شده است. بر اساس نسخه چینی نسبتاً کوتاه و واضح، این سنگ‌نوشته زمانی نوشته شد که «همسر سو لیانگ، زنی از خاندان ما، در سن ۲۶ سالگی در پانزدهمین سال از عصر کانتونگ (۸۷۴) درگذشت. سو لیانگ عنوان فرمانده سواره نظام سپاه چپ در ارتش راهبرد الهی را دارد.»

## معرفی
قدیمی‌ترین سنگ‌نگاره فارسی در چین، سنگ قبر ما (پهلوی *ماهنوش) زرتشتی، همسر ژنرال سولیانگ است که به دو زبان پهلوی و چینی نوشته شده و به تاریخ ۸۷۴ میلادی نوشته شده است، در شی‌آن، مرکز استان شان‌شی کشف شده است. این سنگ‌نگاره در سال ۱۹۵۵ کشف شد و به یاد زنی بیست و شش ساله است که در سال ۸۷۴ درگذشت. نظریات مختلفی مطرح شده است که او زرتشتی، از نسل زرتشتیان است، یا اینکه او بخشی از مهاجران بازرگانی بوده است که از طریق مسیر دریای جنوبی به چین آمده‌اند. در هر صورت، کتیبه چینی فقط نام، شوهر و زمان مرگ او را ذکر کرده است.

## مقاله‌های چاپ شده
1. این سنگ‌نگاره در سال ۱۹۶۴ توسط گیکیو ایتو متخصص زبان و ادبیات سانسکریت ترجمه و منتشر شد. پس از او چندین محقق نسخه‌های اصلاح شده از ترجمه را منتشر کردند.
2. اندکی پس از انتشار ایتو، یک ایرانی به نام بدرالزمان قریب متن و ترجمه آن را به فارسی ترجمه کرد.
3. در همان زمان ورنر زوندرمان، مقاله ای نسبتاً طولانی منتشر کرد که در آن محتویات مقاله ایتو را معرفی کرده و برخی از مشکلات آن را مورد بحث قرار داد.
4. در سال ۱۹۷۱، یانوش هارماتا نسخه اصلاح شده‌ای را ارائه کرد و همچنین مقاله مرتبطی را منتشر کرد.
5. در سال ۱۹۷۲، فیلیپ ژینوکس (۱۹۳۱–۲۰۲۳)، فرهنگ لغت نامه نگاری پهلوی و اشکانی را منتشر کرد که واژگان کامل این سنگ نگاره را نیز در بر می‌گرفت.
6. در سال ۱۹۸۸، هلموت هومباخ، مقاله ای را با همکاری وانگ شیپینگ، متصدی موزه در شی آن منتشر کرد، که در آن خوانش‌ها و تفسیرهای جدیدی از برخی از اصطلاحات سؤال برانگیزت ارائه کرد. این متن و ترجمه هومباخ نقطه آغازی برای تحقیقات بعدی شد.
7. یینگ شن لیو (Ying-sheng Liu) در بررسی مجدد سنگ نگاره مقبره همسر سولیانگ سلسله تانگ را در گزارش باستان‌شناسی، مارس ۱۹۹۰، صفحات ۲۹۵–۳۰۵ به چاپ رساند.
8. ستاد دانشکده باستان‌شناسی دانشگاه پکن، هایاشی اومه‌مورا ، متون چینی از چانگان در سلسله تانگ: پس‌نسخه‌ای به سنگ نوشته دو زبانه در تمثیل بودیسم را در سال ۱۹۹۴ چاپ کرد.
9. حسن رضایی باغ‌بیدی و فرانتس گرنت کتیبه را اصلاح کرده‌اند، اما اساساً از پیشنهاد تجدیدنظر هومباخ پیروی می‌کنند. باستان‌شناس فرانسوی فرانتس گرنت در یک سخنرانی در کارگاه آموزشی پاپیروس پهلوی در سال ۲۰۱۱ در پاریس، متن و ترجمه خود را از این سنگ‌نوشته را ارائه کردم و در پایان سخنرانی نیز گفت: بافت تاریخی کتیبه: دیگر خاندان سورن نیست! با این وجود سنگ‌نگاره نشان می‌دهد که در اواخر امپراتوری تانگ هنوز یک جامعه زرتشتیان ایرانی در پایتخت وجود داشته است و این جامعه دقیقاً مانند زرتشتیان معاصر در ایران رفتار می‌کرده اشت: آنها آگاه بودند که ایران تحت حکومت مسلمانان است اما از خط پهلوی حداقل برای اهداف مذهبی استفاده می‌کردند. برخلاف مانوی‌ها یا نسطوریان در شی‌آن، به نظر می‌رسد که آنها از آزار و اذیت ادیان بیگانه در سال ۸۴۵ در این شهر جان سالم به در برده‌اند.

## ترجمه متن چینی
1. ما شی سو لیانگ ما، زنی از خاندان ما
2. همسر فرمانده سواره نظام سپاه چپ در ارتش راهبرد الهی
3. متولد سال مار (۸۴۹) در سن ۲۶ سالگی.
4. در سال پانزدهم شیانتونگ، سال جیاوو
5. وا (سال) فوریه (تی) مائو کن فوریه (یعنی) مائو کن ماه تی مائو ۲۰ است.
6. روز ۲۸ ماه، روز مار و ساعت میمون (۳–۵ بعد از ظهر)
7. او درگذشت؛ بنابراین این نوشته می‌شود.

## ترجمه قدیم از متن پهلوی توسط ایتو
این قبر ماسیش است، یک شاهدخت سلطنتی، از خاندان سورن، از سواره نظام سپاه چپ [sizinsay]، دختر یک فرمانده سواره نظام ارشد [fratomasp] است. او در سال ۲۴۰ از عهد یزدگرد سوم و سال ۲۶۰ سلسله تانگ، در سال پانزدهم عصر کانتونگ، در ماه سپندارمد و روز سپندارمد یعنی در ماه Jianmao در سن ۲۶ سالگی از دنیا رفت. جایگاه او اکنون در برترترین قلمرو، همراه با اورمزد و خدایان او در (صلح) است.

## ترجمه جدید از متن پهلوی
این مکان (=آرامگاه؟) روح مهدوخوش - [sizinsay] ترجمه نشده است - دختر فرخزاد است که روحش جاودانه شد. در سال ۲۴۲ پادشاه یزدگرد در سال ۲۶۰ سال هجری قمری (= ۸۷۴ پس از میلاد)، در پانزدهمین سال پادشاه همیشه پیروز امپراتور شیزونگ تانگ (= سال پانزدهم عصر کانتونگ = ۸۷۴ پس از میلاد)، در روز اسپند آرمات از ماه سپند-آرمات (روز ۲۴ مارس ۱۷) در روز بیست و هشتم ماه دوم (بیست و هشتمین روز از ماه دوم در تقویم چینی = ۱۹ مارس ۸۷۴)، روح او در حال رحلت (از این دنیا) بود. جایش نزد اهورامزدا و خدایانش در بهشت و در نزد حق تعالی باشد. (به او) درود!

## نقد و بررسی
در مورد اینکه زن متوفی دفن شده زرتشتی بوده یا زمانی که اجدادشان به چین آمده‌اند، دو نظریه وجود دارد.
1. اکثر محققان پیش از این، بدون هیچ مدرکی، فرض می‌کردند که بانو سو لیانگ که نام او در سنگ‌نگاره مقبره دو زبانه پهلوی-چینی در شی‌آن از نوادگان یک خانواده سلطنتی ساسانی بوده که در زمان سقوط امپراتوری ساسانی به چین گریختند. برای مثال، ژانگ گوانگدا، محقق چینی برجسته مطالعات جاده ابریشم این ایده را دارد.
2. یوشیدا یوتاکا معتقد است که این سنگ‌نوشته متعلق به همسر یک تاجر ایرانی است که از مسیر دریای جنوبی وارد چین شده و در شی‌آن اقامت داشته است.

کلمه ای در سطر اول هست که ایتو آن را پرتومسپ [fratomasp] تلفظ می‌کند و به «سواره نظام ارشد» ترجمه می‌کند، اما هومباخ آن را به صورت «فرخزاد» pl[ḥ]wzʼt [farroxzād] تلفظ می‌کند که آن را نام پدر متوفی می‌داند. قرائت حسن رضایی باغ‌بیدی به معنی «فرخزاد» صحیح است و پژوهشگران بعدی، این تفسیر را اتخاذ کرده‌اند. به نظر می‌رسد که ایتو جذب نسخه چینی «فرمانده اسب» شده و امیدوار بوده کلمه ای متناسب با «اسب» بیابد، اما در پهلوی چنین کلمه ای وجود ندارد و بنابراین این قرائت و تفسیر «سواره نظام ارشد» بی‌اساس است.

## یادداشت
1. 左神策軍散兵 左神策軍の散兵馬使の
2. 馬使蘇諒妻馬 蘇諒の妻で，馬氏（の女性）は
3. 氏己巳生年廿六 己巳の年（۸۴۹）に生まれ ۲۶ 歳のとき，
4. 於咸通十五年甲 咸通 ۱۵ 年，甲午の年
5. 午（歳）二月（丁）卯建 ۲ 月（すなわち）月建が丁卯の月 ۲۰
6. 廿八日丁巳申時身 その ۲۸ 日（その干支が）丁巳の日，申の時（午後 ۳ － ۵ 時）
7. 亡故記 死亡した. 故にこれを記す.